# 摔角狂熱38
摔角狂熱38（英語：WrestleMania 38）是第38屆摔角狂熱職業摔角按次付費電視節目和世界摔角娛樂電視網賽事，由世界摔角娛樂為其Raw、SmackDown品牌部門製作。它於2022年4月2日至3日在德克萨斯州阿靈頓達拉斯郊區的AT&T體育場舉行為期兩晚的賽事。
這是摔角狂熱的主賽事（在31和34之後）中第三度由布洛克·雷斯納對羅曼·瑞恩斯的比賽。WWE將這場比賽稱為“有史以來最偉大的摔角狂熱比賽”，這場比賽是由雷斯納和瑞恩斯分別持有的兩個世界冠軍，即Raw的WWE冠軍和SmackDown的環球冠軍的一場贏者全拿賽。
本屆賽事總共有16場比賽，第一晚有7場，第二晚有9場。在作為第1晚主賽事的即興比賽中，冷石·史蒂夫·奧斯汀在一場無限制賽中擊敗凱文·歐文斯，這是奧斯汀自摔角狂熱XIX以來的第一場比賽。其他著名比賽中，回歸的寇帝·羅茲擊敗賽特·羅林斯，夏洛特·福萊爾擊敗龙达·鲁西衛冕SmackDown女子冠軍，比安卡·貝萊爾擊敗貝基·林奇贏得Raw女子冠軍。在第2晚的主賽事中，SmackDown的環球冠軍羅曼·瑞恩斯擊敗Raw的WWE冠軍布洛克·雷斯納贏得兩個冠軍，並成為公認的無可爭議WWE環球冠軍。

## 製作

### 背景
摔角狂熱被認為是WWE的旗艦級賽事，始於1985年，是歷史上歷時最長的職業摔角賽事，每年於3月中旬至4月中旬舉行。 這是WWE最初的四個按次付費電視節目中的第一個，其中包括皇家大戰、夏日衝擊和強者生存，被稱為“四大賽”。 摔角狂熱被《福布斯》評為全球第六大最有價值的體育品牌， 並被譽為體育娛樂界的超級盃。
2021年1月16日，WWE除了宣布因2019冠状病毒病疫情而不得不重新安排的摔角狂熱37的日期和地點變更外，還透露接下來兩屆摔角狂熱賽事的日期和地點。摔角狂熱38宣布將在德克萨斯州阿靈頓達拉斯郊區的AT&T體育場舉行。 原定於2022年4月3日單獨舉辦； 然而，在2021年10月25日，據透露，與前兩屆摔角狂熱賽事一樣，摔角狂熱38已擴大到兩個晚上進行：2022年4月2日星期六和4月3日星期日。 這將是在德克薩斯州舉行的第四次摔角狂熱（繼X-7、25和32之後），也是繼2016年摔角狂熱32之後在該場地舉行的第二次摔角狂熱賽事，該屆賽事創下摔角狂熱賽事的觀眾人數記錄101,763人， 然而，這一紀錄存在爭議。

### 劇情
本屆摔角狂熱中的比賽涉及到摔角手們賽前的爭執、情節和劇情線劇本。摔角手將被描繪成正派、反派或角色性格難以區分的角色，在一場或一系列的比賽中製造緊張氣氛和高潮局面。比賽結果由WWE的編劇針對Raw、SmackDown品牌預先確定， 而故事情節則由WWE的每週電視節目，Monday Night Raw、Friday Night SmackDown製作。

#### 世界冠軍賽
多年來，保羅·黑門一直是布洛克·雷斯納的擁護者。在雷斯納於2020年4月的摔角狂熱36離開WWE後，黑門在那年8月成為羅曼·瑞恩斯的特別顧問，指導他贏得SmackDown的WWE環球冠軍。 在瑞恩斯於2021年夏日衝擊衛冕頭銜後，雷斯納回到WWE並與瑞恩斯對質，這也暗示黑門仍然是他的擁護者。 兩個月後，在皇冠珠寶，瑞恩斯在烏索兄弟（傑·烏索和吉米·烏索）的幫助下擊拜雷斯納，保住環球冠軍。 之後在新年舉辦的迎新大賽預定安排一場重賽， 瑞恩斯解雇黑門，因為他認為黑門在背後與雷斯納合作。 然而，由於瑞恩斯的2019冠状病毒病檢測呈陽性，迎新大賽的比賽被取消。 由於雷斯納是自由選手的身份，雷斯納反而參加Raw的多人WWE冠軍賽並贏得冠軍。 在接下來的SmackDown中，與黑門重聚的雷斯納向瑞恩斯發起一場冠軍對冠軍的比賽，但瑞恩斯拒絕。 在皇家大戰中，雷斯納在瑞恩斯的干擾和與瑞恩斯重新結盟的黑門背叛後輸掉他的WWE冠軍。當晚晚些時候，雷斯納參加皇家大戰比賽，並贏得在摔角狂熱38挑戰世界冠軍的機會。 在接下來的Raw中，雷斯納宣布他將挑戰瑞恩斯的環球冠軍。雷斯納仍然希望這是一場冠軍對冠軍賽，並且還希望為輸掉的冠軍頭銜舉行重賽，雷斯納因此加入在行刑室鐵籠戰舉行的WWE冠軍行刑室鐵籠賽， 並贏得比賽。 隨後確認他們的摔角狂熱比賽將是WWE冠軍和環球冠軍的贏者全拿賽， 進一步規定為統一冠軍賽。
自2019年4月的摔角狂熱35後，龙达·鲁西在皇家大賽中首次亮相，她出人意料的回歸並贏得女子皇家大賽，從而贏得她在摔角狂熱38中挑戰女子冠軍的機會。 在思考與兩位衛冕冠軍的激烈競爭歷史之後， 在接下來的SmackDown中，鲁西宣布她將挑戰夏洛特·福萊爾的SmackDown女子冠軍。

## 評價
根據分析公司Conviva的數據，摔角狂熱在所有社交平台上的展示次數達到創紀錄的22億次，而第五十六届超级碗的展示次數為18億次，比上一年增長10%。
WWE報導稱，摔角狂熱第1晚的觀眾人數為77,899人， 第2晚的觀眾人數為78,453人。 摔角觀察員通訊的布萊恩·阿爾瓦雷斯對這些數字提出質疑，稱兩晚賽事分別售出65,719和65,653。

## 後續

### Raw
寇帝·羅茲出現在摔角狂熱後的Raw中，透露他回到WWE是為繼承他已故父親德斯提·羅茲的遺產，並贏得WWE冠軍。然後，他在接下來的一周與米茲進行自2016年5月以來的第一場Raw比賽，並取得勝利。賽後，賽特·羅林斯向他發起在摔角狂熱爆裂震撼的重賽挑戰，羅茲接受挑戰。

### SmackDown
在接下來的SmackDown中，無可爭議WWE環球冠軍羅曼·瑞恩斯聲稱他已經無事可做。然而，他說SmackDown雙打冠軍烏索兄弟（傑·烏索和吉米·烏索）需要去Raw並將Raw雙打冠軍與他們的雙打冠軍頭銜統一起來，這樣血親家族才能擁有所有的金牌。 Raw雙打冠軍RK-兄弟（蘭迪·歐頓和瑞鬥）接受挑戰，比賽安排在摔角狂熱爆裂震撼進行。

## 比賽結果

### 4月2日
| 序号               | 结果                                                          | 比赛类型                    | 时长  |
| ------------------ | ------------------------------------------------------------- | --------------------------- | ----- |
| 1                  | 烏索兄弟（傑·烏索和吉米·烏索） (c) 擊敗 中邑真輔和瑞克·柏格斯 | WWE SmackDown雙打冠軍雙打賽 | 6:55  |
| 2                  | 祖魯·麥金泰爾 擊敗 快樂·科賓（與裏德迪克·莫斯）               | 單打賽                      | 8:35  |
| 3                  | 米茲和罗根·保罗 擊敗 雷·密斯特里歐和多米尼克·密斯特里歐       | 雙打賽                      | 11:15 |
| 4                  | 比安卡·貝萊爾 擊敗 貝基·林奇 (c)                              | WWE Raw女子冠軍單打賽       | 19:10 |
| 5                  | 寇帝·羅茲 擊敗 賽特·羅林斯                                    | 單打賽                      | 21:40 |
| 6                  | 夏洛特·福萊爾 (c) 擊敗 龙达·鲁西                              | WWE SmackDown女子冠軍單打賽 | 18:30 |
| 7                  | 冷石·史蒂夫·奧斯汀 擊敗 凱文·歐文斯                           | 無限制賽                    | 13:55 |
| - (c) – 冠军持有者 |                                                               |                             |       |

### 4月3日
| 序号               | 结果 | 比赛类型                       | 时长  |
| ------------------ | --- | ------------------------------ | ----- |
| 1                  | RK-兄弟（蘭迪·歐頓和瑞鬥）(c) 擊敗 街頭利潤（安吉洛·道金斯和蒙特茲·福特）和 阿爾法學院（查德·蓋博和奧蒂斯） | WWE Raw雙打冠軍三方威脅雙打賽  | 11:30 |
| 2                  | 鮑比·萊士利 擊敗 奧莫斯                                                                                     | 單打賽                         | 6:35  |
| 3                  | 強尼·諾克斯維爾 擊敗 山米·讚恩                                                                              | 單打賽                         | 14:25 |
| 4                  | 薩莎·班克斯和娜奧米 擊敗 佐琳納女王和卡梅拉 (c) 、崔·李普利和麗芙·摩根及娜塔莉雅和沙伊娜·巴斯勒             | WWE女子双打冠军危機四伏雙打賽  | 10:50 |
| 5                  | Edge 擊敗 A·J·史泰爾斯                                                                                      | 單打賽                         | 24:05 |
| 6                  | 席莫斯和盧克·孟席斯（與巴奇）擊敗 明日組合（科菲·京斯頓和哈維爾·伍茲）                                      | 雙打賽                         | 1:40  |
| 7                  | 帕特·麥卡菲 擊敗 奧斯汀·西奧裏（與麥馬漢先生）                                                              | 單打賽                         | 9:40  |
| 8                  | 麥馬漢先生（與奧斯汀·西奧裏）擊敗 帕特·麥卡菲                                                               | 單打賽                         | 3:45  |
| 9                  | 羅曼·瑞恩斯（WWE環球冠軍）（與保羅·黑門）擊敗 布洛克·雷斯納（WWE冠軍）                                      | WWE冠軍和WWE環球冠軍贏者全拿賽 | 12:15 |
| - (c) – 冠军持有者 | |                                |       |

## 備註
1. ↑  本屆賽事原定是2022年4月5日舉行的一晚賽事，之後改為兩晚賽事。

## 外部連結
- 摔角狂熱官方網站（英文）